# Channel-Associated Signalling
Kanalgebundene Zeichengabe bzw. Channel-Associated Signalling (CAS) bezeichnet Zeichengabeverfahren, die über keine eigenen Signalisierungskanäle verfügen. Die für ein Telefongespräch erforderlichen Signalisierungsinformationen werden im Sprachkanal mit übertragen. 
CAS-Signalisierungsverfahren sind relativ alt, sie wurden bereits zu Anfangszeiten des Telefons eingeführt. Heute wird CAS nur noch bei Analogtelefonen verwendet. Heute werden stattdessen Verfahren der Zentralkanalzeichengabe (engl. common channel signalling) verwendet, bei denen separate Kanäle für Signalisierungsinformationen genutzt werden (D-Kanal, Signalling System No. 7).
Signalisiert wird bei CAS über Signale, die sich von der gleichzeitig übertragenen Sprache unterscheiden können, zum Beispiel Gleichspannungen, Niederfrequenz-Schwingungen unterhalb des Sprachbandes, Frequenzen oberhalb des Sprachbandes, besondere Frequenzgemische die bei Sprache nicht vorkommen, Impulse.
Übertragen werden hierdurch zum Beispiel Klingelsignale (Rufspannung), gewählte Rufnummern (Impulse, Tonfrequenz-Gemische), Gebührenimpulse. 
Wegen der begrenzten Möglichkeiten, Signale zu erzeugen, sind die Zeichengabeinformationen bei CAS sehr einfach gehalten, so dass gewöhnlich nur Verbindungsauf- und -abbau damit gesteuert werden können.